# Сатанівка (Уманський район)
Сатані́вка — село в Україні, в Монастирищенській міській громаді Уманського району Черкаської області. Розташоване за 8 км на захід від міста Монастирище. В селі знаходиться залізнична станція Монастирище. Населення становить 1 155 осіб.

## Галерея

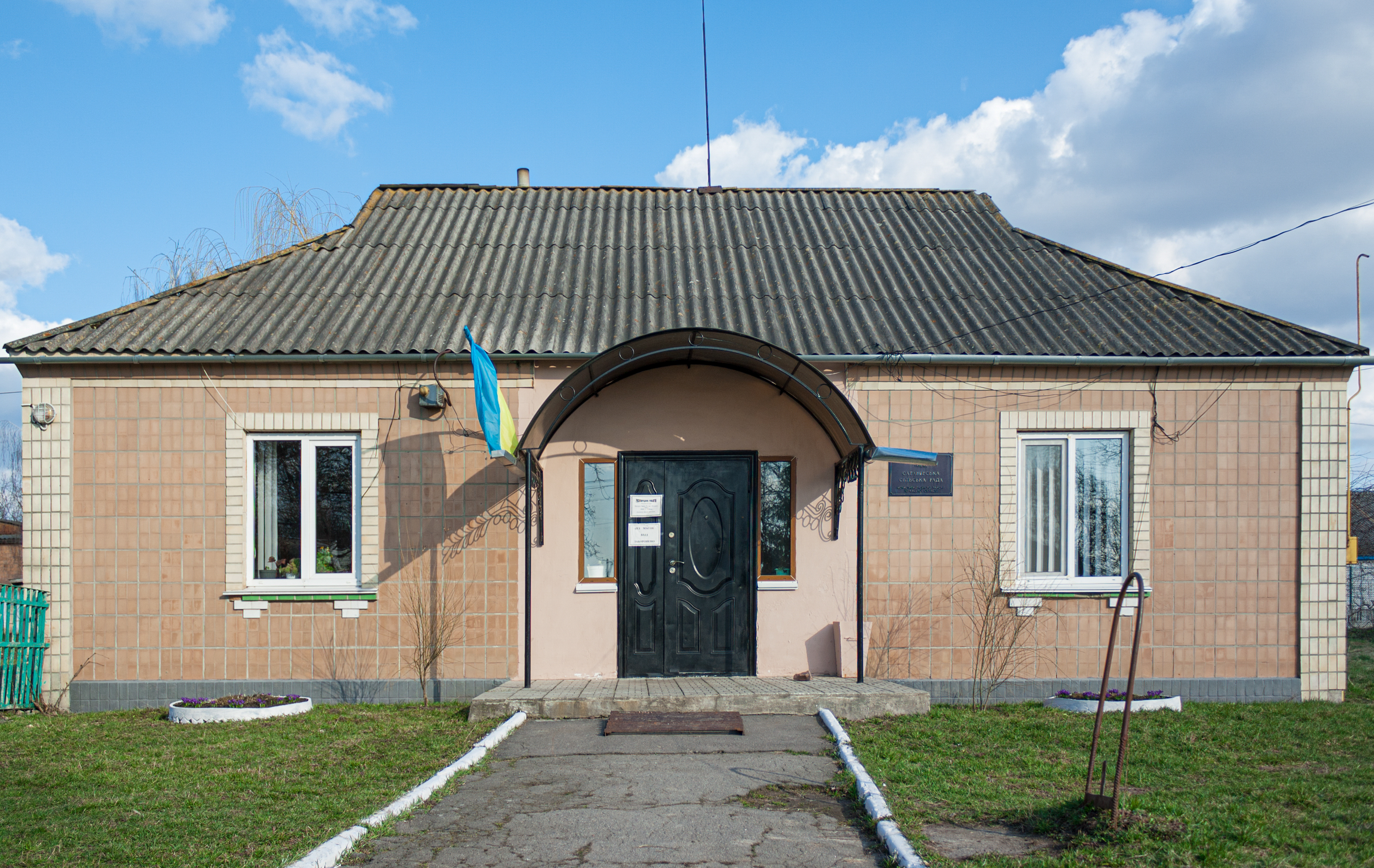
Сільська рада
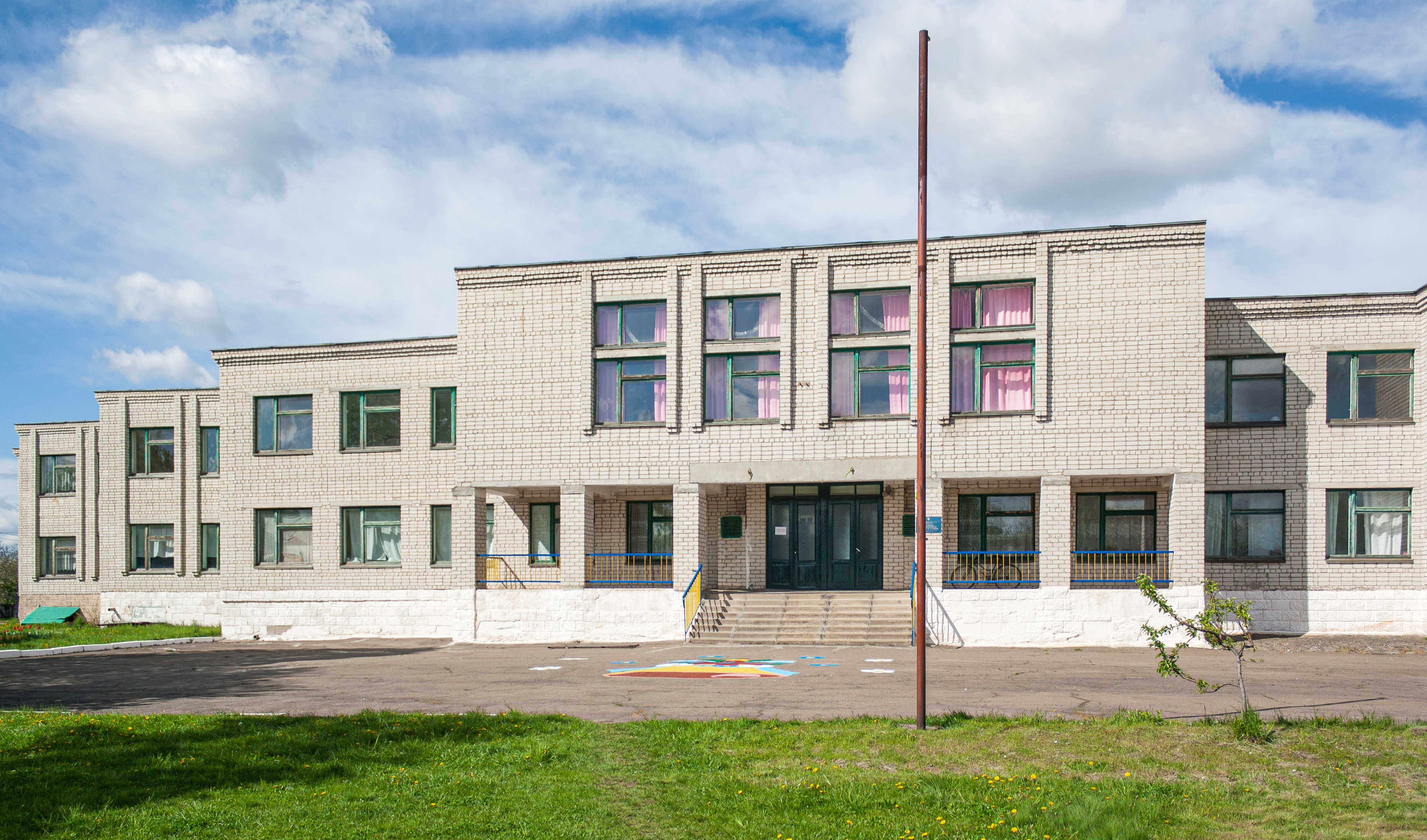
Школа
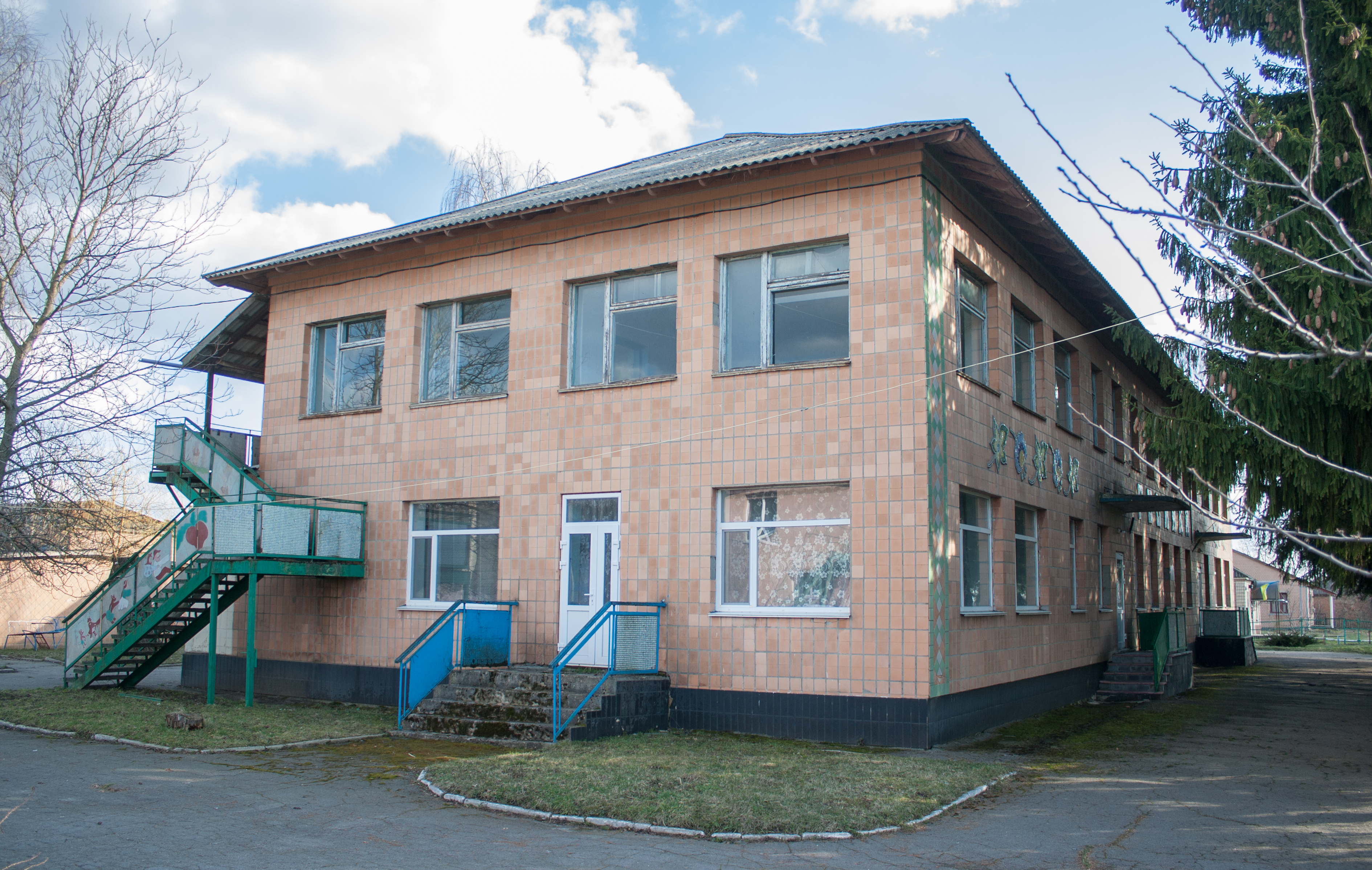
Дитсадок
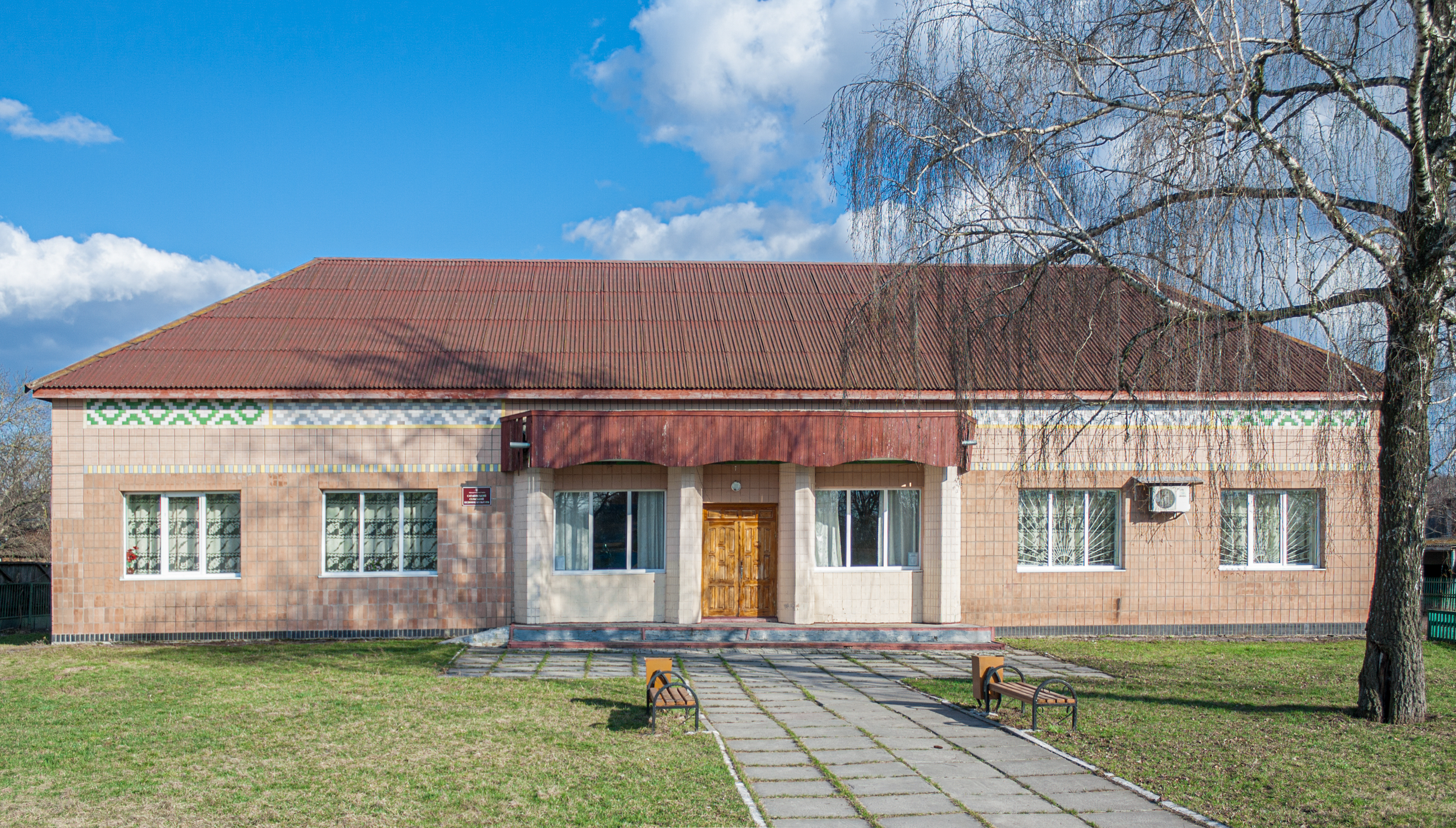
Будинок культури
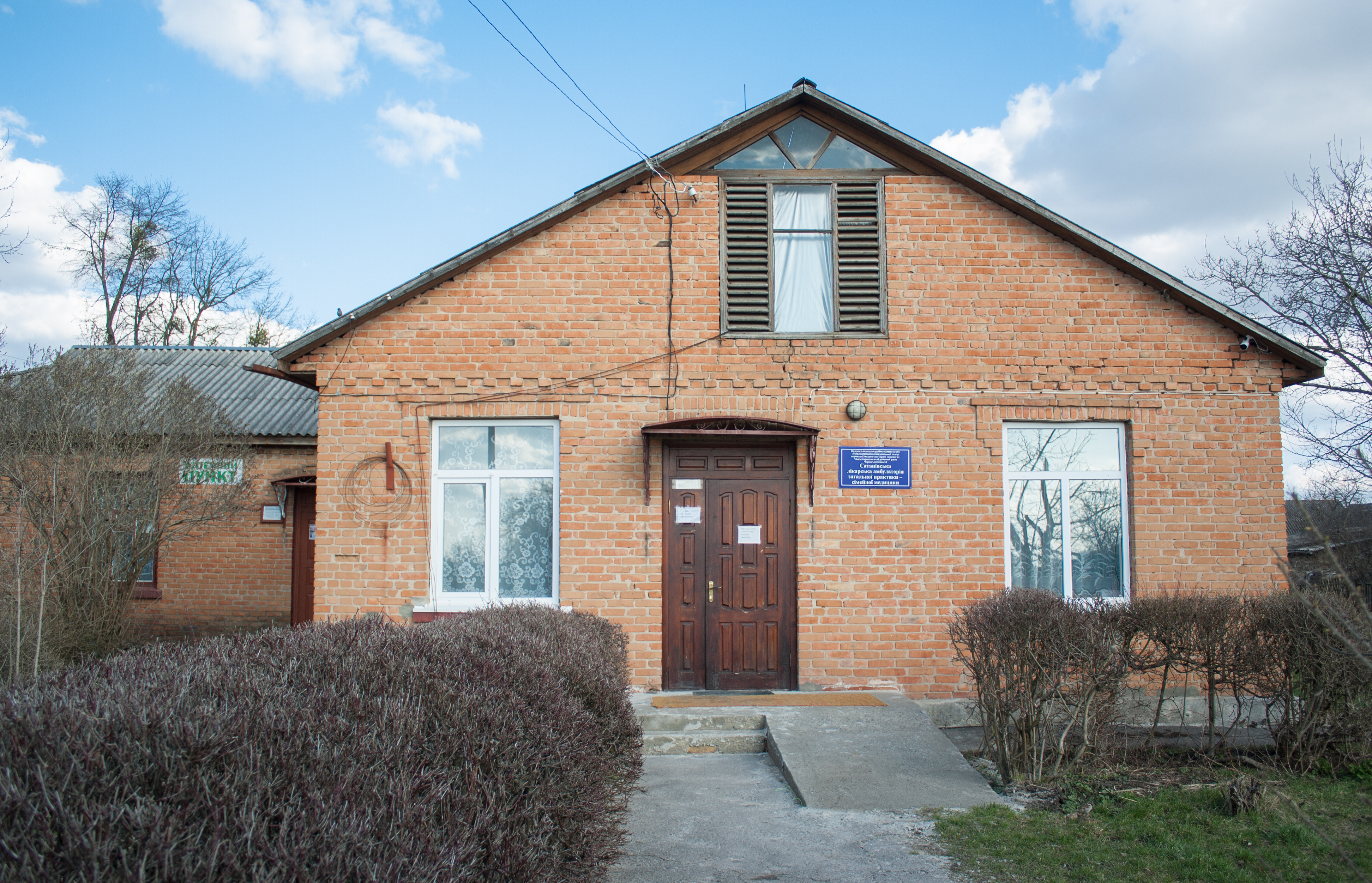
Амбулаторія
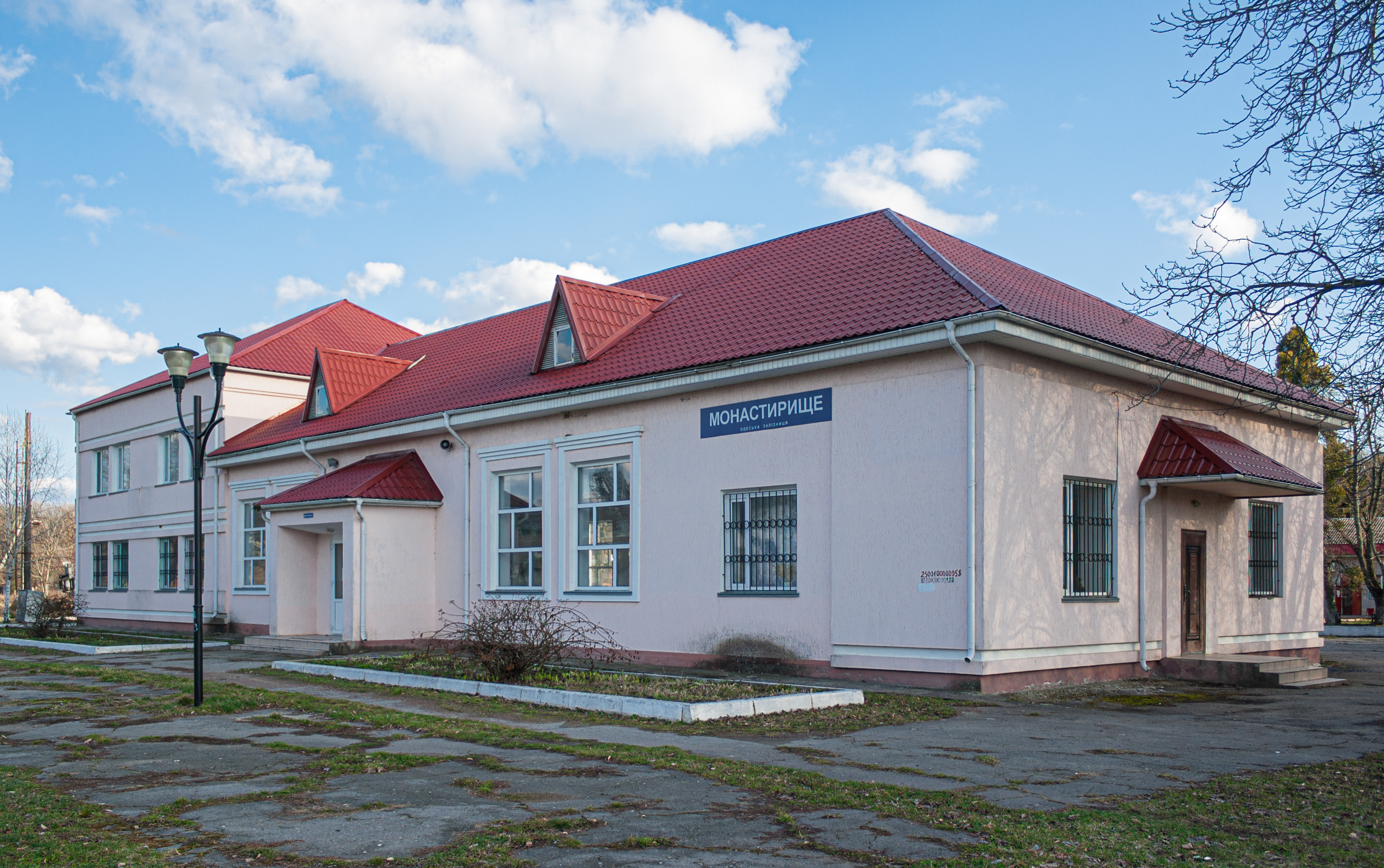
Станція Монастирище
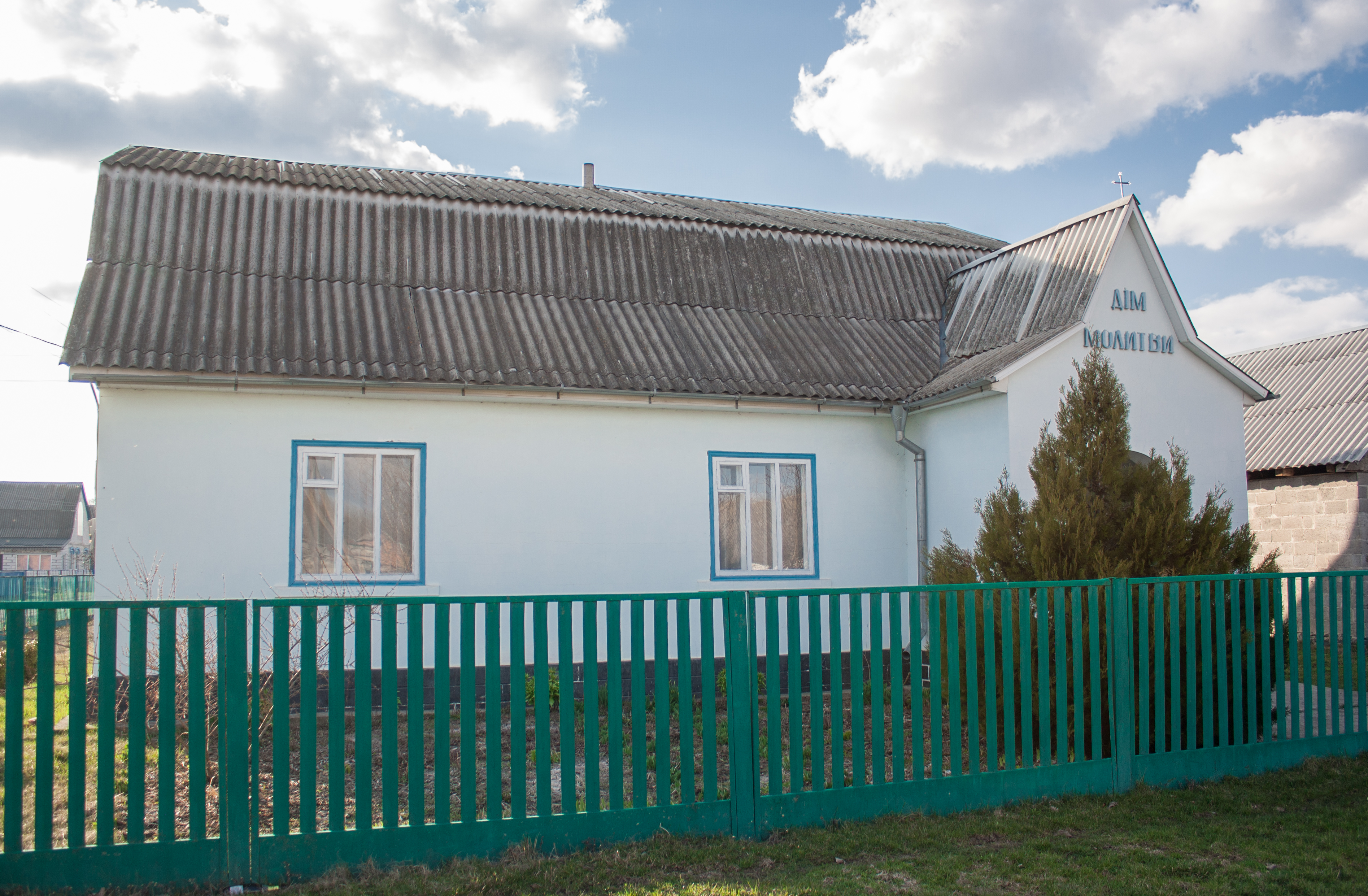
Дім молитви
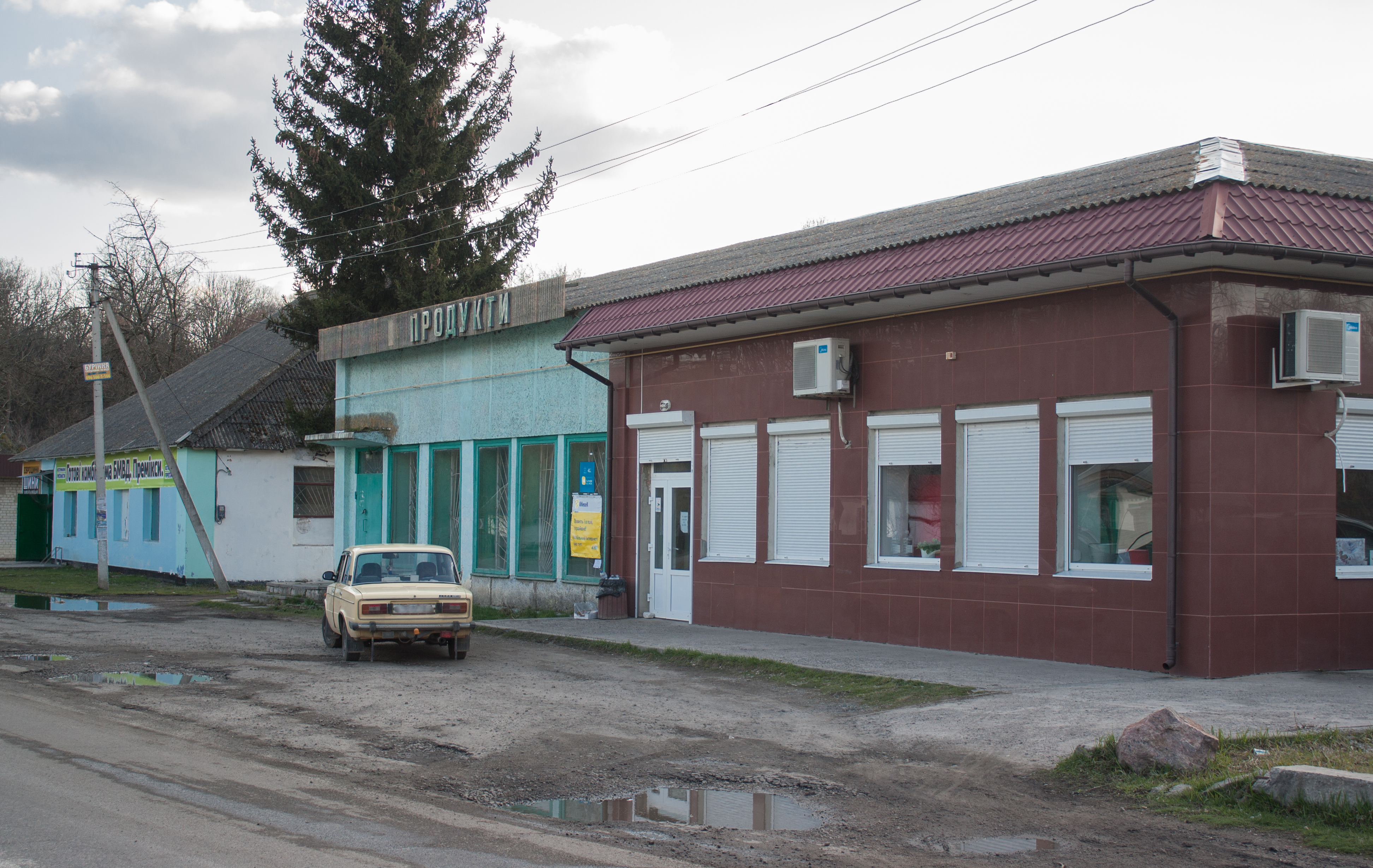
Магазини
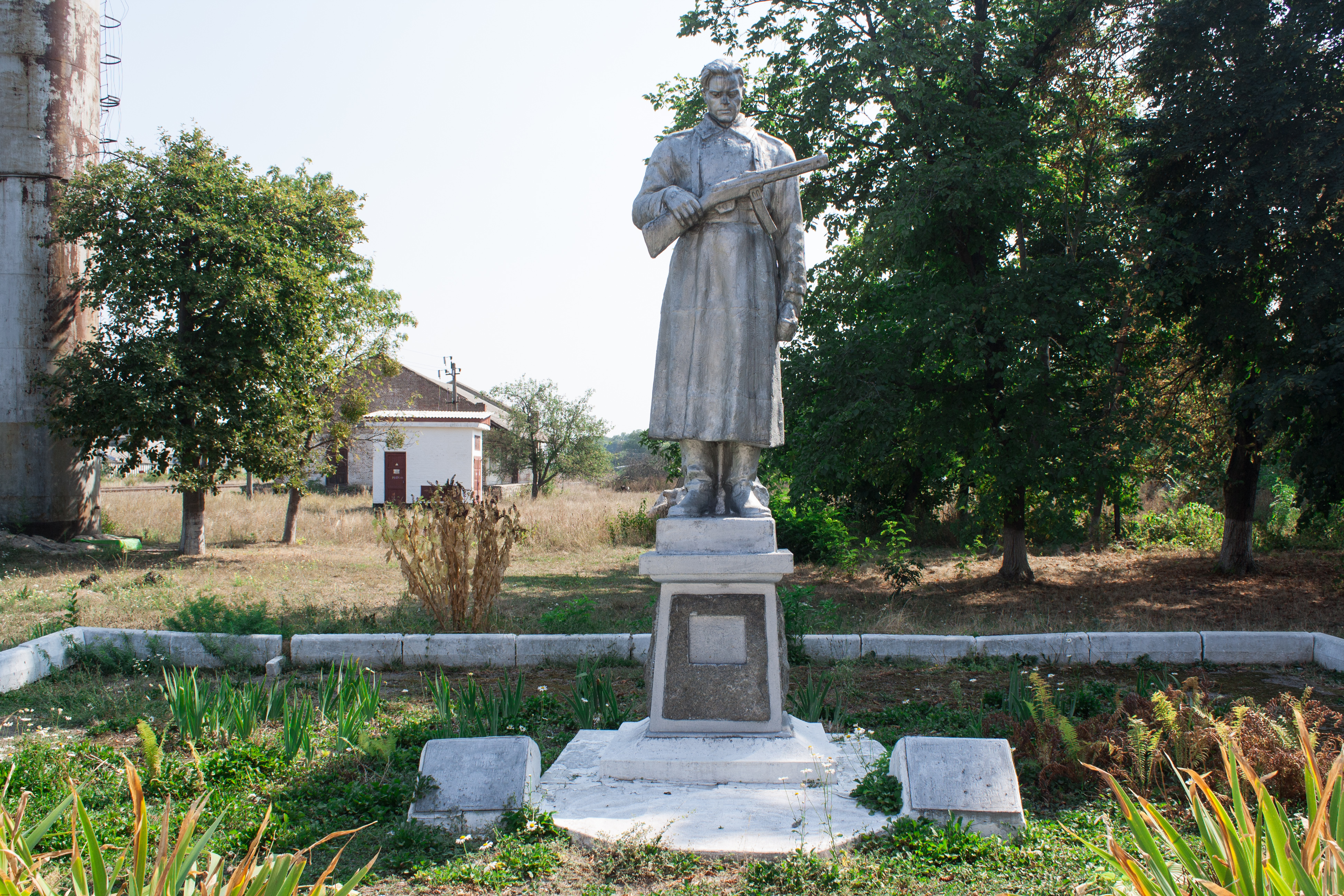
Братська могила полеглих воїнів
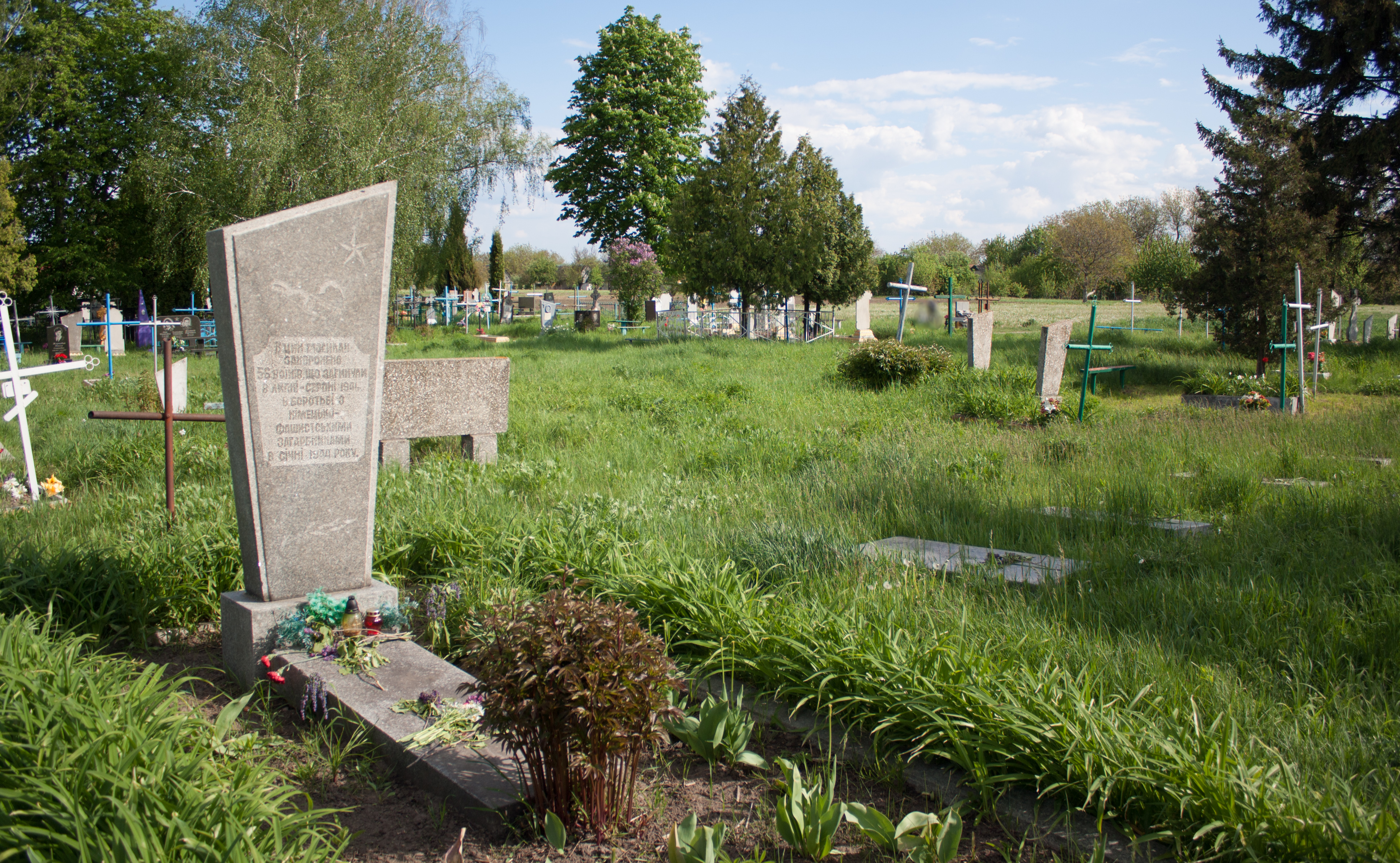
Група могил радянських воїнів
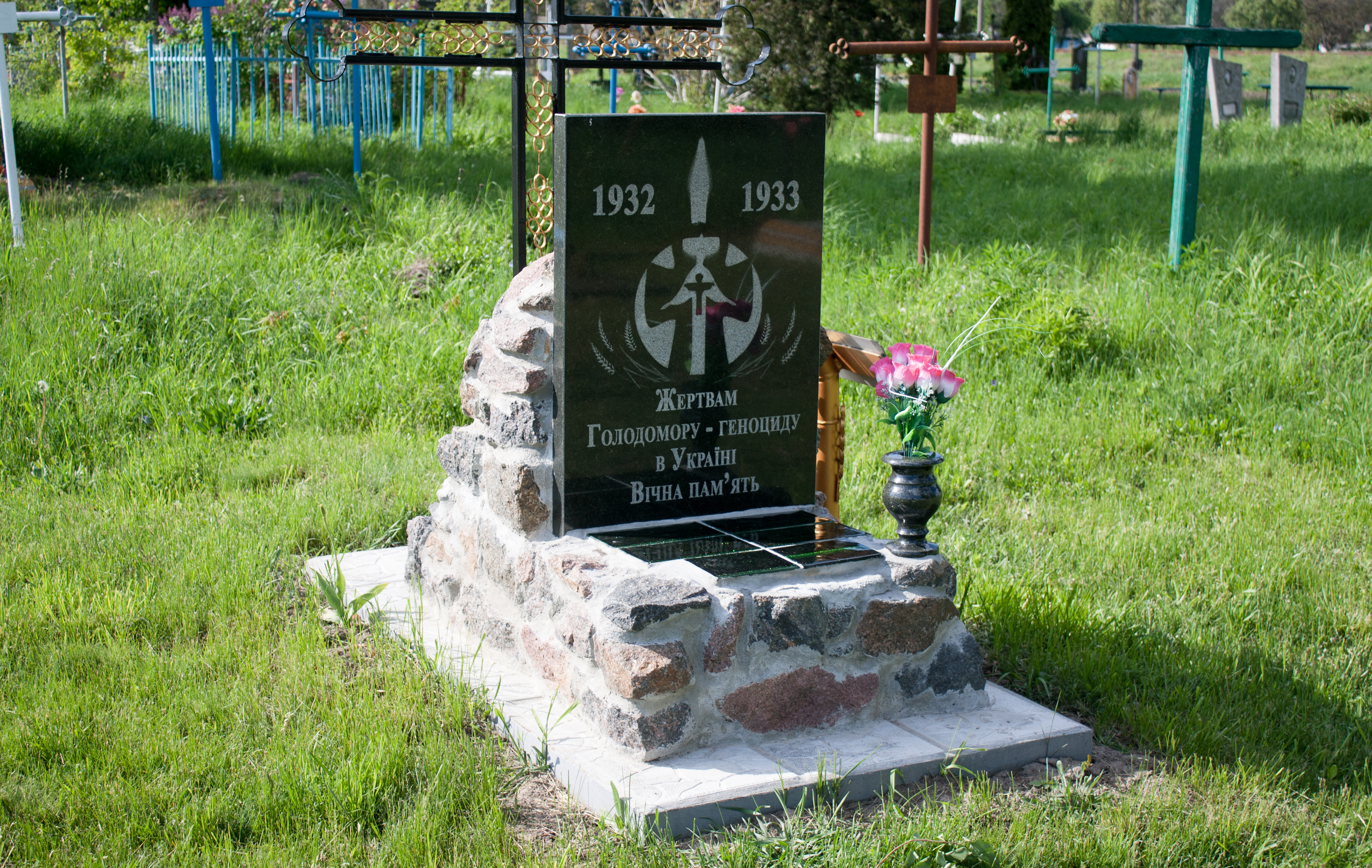
Пам'ятний знак жертвам Голодомору